# 樂樂茶

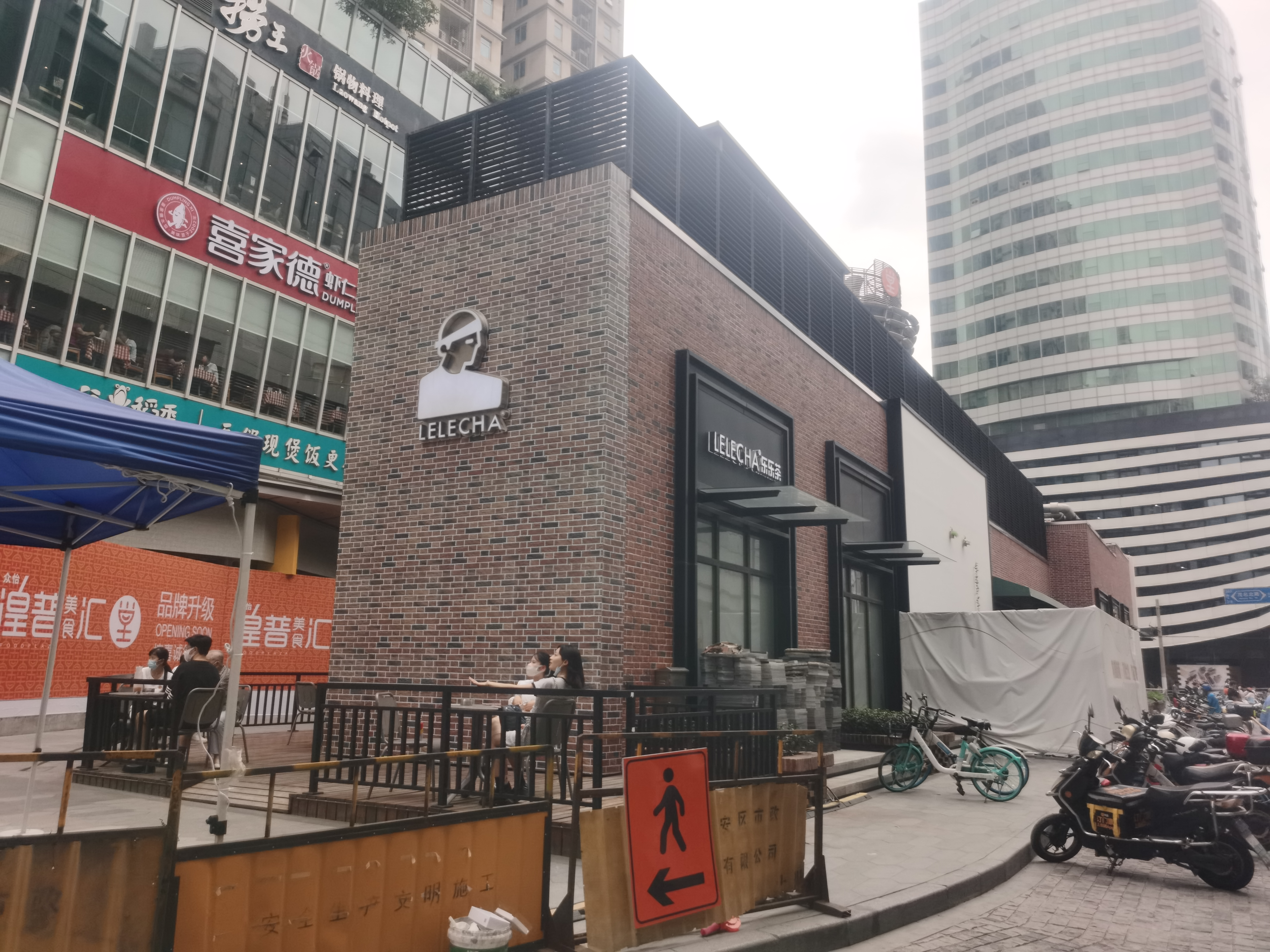
乐乐茶设在上海市吴江路的门店

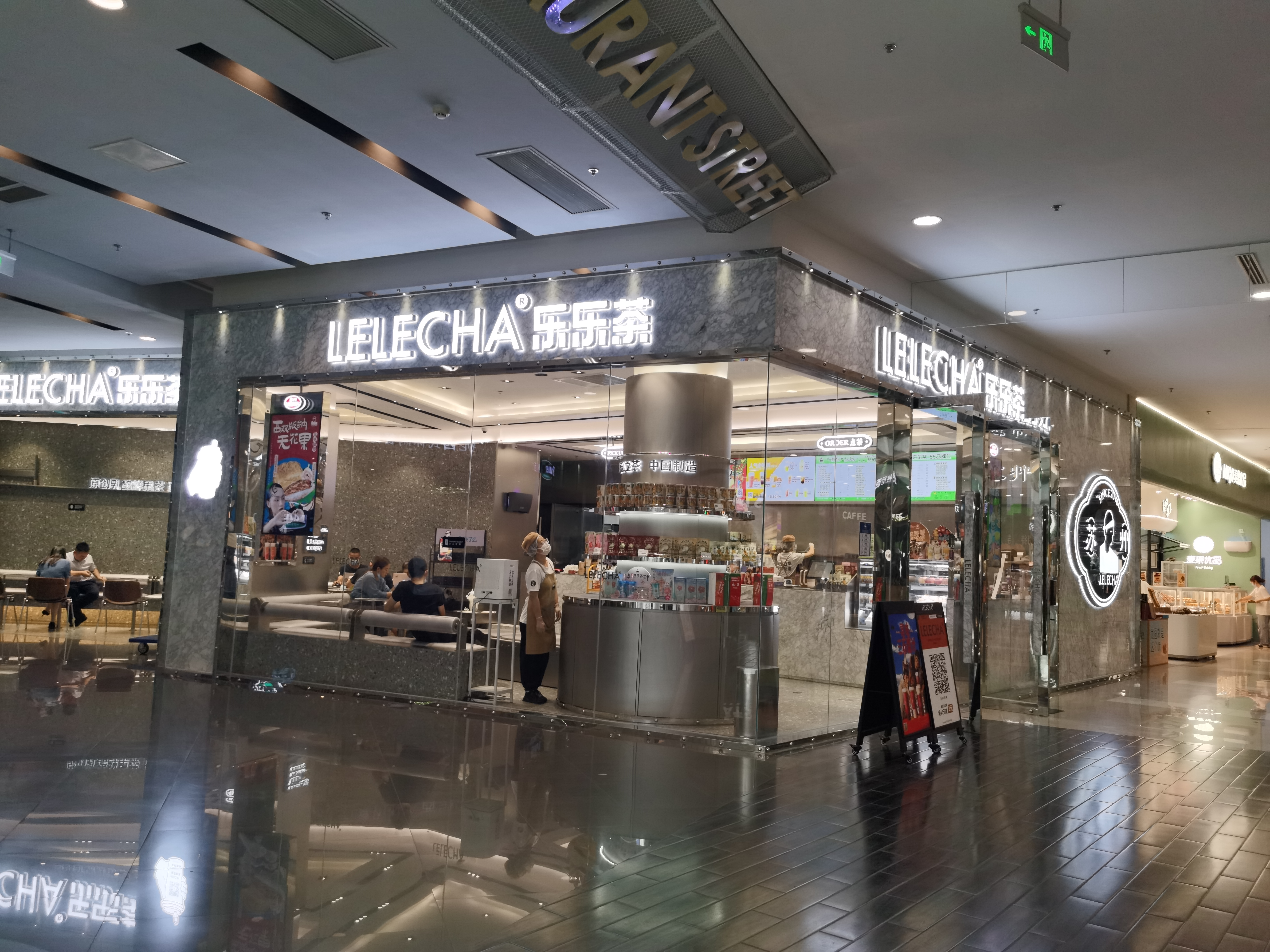
乐乐茶设在江苏省苏州市的门店

樂樂茶是中華人民共和國一家調飲連鎖店。其產品有脏脏包、脏脏茶。2016年，首家樂樂茶門店在上海市楊浦區五角場萬達廣場店開幕。截至2021年6月底，乐乐茶拥有73家直营门店，其中约一半位於上海。
2022年12月5日，奈雪的茶宣布投资乐乐茶品牌运营方上海茶田餐饮管理有限公司，预计持有后者43.64%股本权益，总对价为5.25亿元人民币。交易完成后，乐乐茶将保持独立运营。

## 争议
2024年4月23日（世界读书日），乐乐茶与译林出版社联合推出“烟腔乌龙”联名奶茶，并配有印有鲁迅肖像的周边品，以“老烟腔，新青年”为宣传语。此套宣传在网络上引起争议，多数网民认为“烟腔”一词是对鲁迅的不尊重，也不能代表新青年。鲁迅长孙、鲁迅文化基金会会长周令飞称，已向乐乐茶及译林出版社发出律师函，要求立刻停止侵害鲁迅肖像权行为，并赔礼道歉。4月29日，乐乐茶将4月23日发布的联名推文删除，同日下午发表致歉声明。

## 外部連結
- 官方网站